# Neurachne
Neurachne là một chi thực vật có hoa trong họ Hòa thảo (Poaceae).

## Loài
Chi Neurachne gồm các loài: